# John Scofield
John Scofield (* 26. prosince 1951 Dayton, Ohio, USA) je americký jazzový kytarista a hudební skladatel. Studoval na Berklee College of Music a profesionálně začínal v první polovině sedmdesátých let, kdy hrál například s Gary Burtonem, Billy Cobhamem nebo Charlesem Mingusem. V roce 1976 podepsal smlouvu s vydavatelstvím Enja Records a začal vydávat vlastní alba.
V osmdesátých letech hrál s trumpetistou Milesem Davisem, se kterým nahrál alba Star People (1983), Decoy (1984) a You're Under Arrest (1985). V roce 1984 se vrátil k nahráváním sólových alb u nového vydavatele Gramavision, kde vydával až do konce osmdesátých let; na počátku následující dekády přešel k Blue Note Records. Mimo svá alba, kterých vydal již několik desítek, občas vystupuje s triem Medeski, Martin & Wood. Rovněž spolupracoval s mnoha dalšími hudebníky, mezi které patří Miroslav Vitouš, Ron McClure, Chet Baker, Jack DeJohnette, Larry Coryell nebo Herbie Hancock.

## John Scofield v České republice

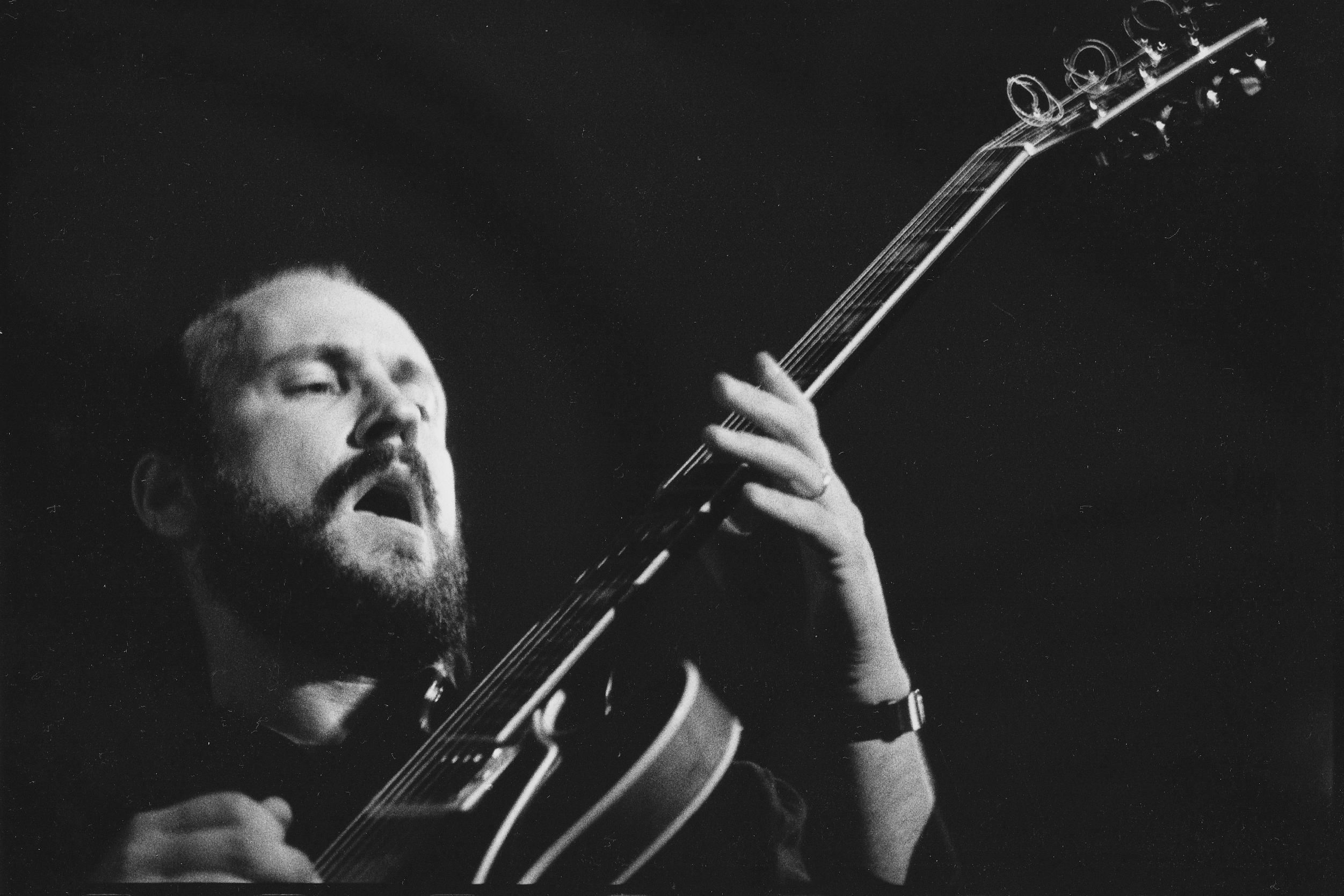
John Scofield v Lucerně, 24. října 1986.

John Scofield vystoupil v rámci Mezinárodního jazzového festivalu v Praze na koncertu dne 24. října 1986 ve velkém sále Lucerny.